# دريعان الدريعان
دريعان الدريعان (6 أبريل 1981م -)، ممثل ومقدم برامج سعودي، ولد في مدينة الرياض بالمملكة العربية السعودية. شارك في العديد من الأعمال الفنية من بينها: فيلم «هوبال»، ومسلسل «شفت الليل»، كما قدّم عدداً من البرامج من أبرزها برنامج «ركشنة».

## حياته
حصل على دبلوم في الموارد البشرية، بدأ مشواره الفني عام 1999 ممثلاً مسرحياً على مسرح (جمعية الثقافة والفنون)، لكن شهرته الحقيقية كانت من خلال العمل بالتلفزيون عام 2006 من خلال أعمال مثل مسلسل (أسوار) ومسلسل (ماكو فكة) ومسلسل (أم الحالة).

## أعماله

### المسلسلات
1. ماكو فكة (2006).
2. الساكنات في قلوبنا 2.
3. عطر (2008).
4. أسوار 2 (2009).
5. كوميدو (2009).
6. هوامير الصحراء (2009).
7. قلوب حائرة (2009).
8. أم الحالة (2009).
9. أقارب وثعالب (2009).
10. بني جان (2010).
11. أسوار 3 (2011).
12. ماشي (2011).
13. غشمشم 6 (2011).[5]
14. أنا آسف (2011).
15. أم الحالة 2 (2011).
16. المصاقيل - تمثيل صوتي - جزأين (2011 - 2012).[6]
17. شفت الليل (2012).[7]
18. شفت الليل 2 (2013).[8]
19. حصاد الزمن (2015).
20. المدينة الفاصلة (2017).
21. خريص (2020).[9]
22. أم القلايد (2020).[10]
23. ربع نجمة (2021).[11]
24. الهبوب (2022).[12]
25. يا هلي (2024).[13]

### المسرحيات
1. لكع بن لكع
2. صباح ورباح
3. والفيل ياملك الزمان
4. فليحان
5. مناحي والملايين
6. رابح الخسران
7. سكه سد
8. الدريشة الرومانسية (2014).[14]

### الأفلام
- ليلة عصيبة (2009).
- أم عبيد (2010).[15]
- هوبال (2024).[3]

### البرامج
- النشرة ال (2012).[16]
- صوت الكنبة (2013 - 2014).[17]
- بالعارضة (2016).[18]
- ركشنة (2019). عرض على قناة روتانا خليجية.[19]

## وصلات خارجية
- دريعان الدريعان على موقع قاعدة بيانات الأفلام العربية